# Marco Olivieri
Marco Olivieri, né le 30 juin 1999 à Fermo est un footballeur italien évoluant au poste d'attaquant.

## Description
Son poste de prédilection est l'attaque. Marco a évolué durant sa carrière en Italie avec les clubs de l'Empoli FC, et actuellement de la Juventus. Il possède à son compteur un match en Serie A, contre le Genoa, en 2020, ce qui lui fait qu'il gagne le Scudetto avec la Juve lors de la saison 2019-2020.